# ジェームズ・ヴァン・ダー・ビーク
ジェームズ・ヴァン・ダー・ビーク（James Van Der Beek, 1977年3月8日 - ）はアメリカ合衆国コネチカット州出身の俳優。

## 来歴
オランダ、ドイツ、イングランドの血を引く。姓は自身のルーツであるオランダの姓である。
父親は元野球選手。
学生時代はフットボール選手だったが怪我で断念。16歳の頃からオーディションを受けはじめ、オフ・ブロードウェイの舞台などに出演するようになる。その後もテレビや映画に端役で出演していたが、1998年にテレビシリーズ『ドーソンズ・クリーク』の主役に抜擢されて一躍スターとなった。
あなたが私について知らない25のことで、ディスレクシアであることと正しいミドルネームは「デイヴィッド」であることを語っている。

## 私生活
2003年に女優のヘザー・マコームと結婚するも、6年後の2009年に別居。2010年に離婚が成立する。
2010年8月1日に、キンバリー・ブルック(Kimberly Brook)とイスラエルのテルアビブで挙式。イスラエルは、2人が出会った場所である。
2010年9月25日に、第一子となる女児 オリヴィア(Olivia)が誕生する。
2012年3月13日に、第二子となる男児 ジョシュア(Joshua)が誕生する。
2014年1月25日に、第三子となる女児 アナベル・リア(Annabel Leah)が誕生する。
2016年3月23日に、第四子となる女児 エミリア(Emilia)が誕生する。

## 出演作品

### 映画
| 年   | 邦題 原題                                                           | 役名                   | 備考                         |
| ---- | ------------------------------------------------------------------- | ---------------------- | ---------------------------- |
| 1986 | 天空の城ラピュタ Castle in the Sky                                  | パズー                 | 声の出演（英語版〈BVHE版〉） |
| 1995 | どんな時も Angus                                                    | Rick Sandford          |                              |
| 1996 | プラトニック・ゲーム I Love You,I Love You Not                      | Tony                   |                              |
| 1999 | バーシティ・ブルース Varsity Blues                                  | ジョナサン・モックス   |                              |
| 2000 | 最終絶叫計画 Scary Movie                                            | ドーソン・リアリー     | カメオ出演                   |
| 2001 | テキサス・レンジャーズ Texas Rangers                                | リンカーン・ダニソン   |                              |
| 2001 | ジェイ&サイレント・ボブ 帝国への逆襲 Jay and Silent Bob Strike Back | 本人役                 |                              |
| 2002 | ルールズ・オブ・アトラクション The Rules of Attraction              | ショーン・ベイトマン   |                              |
| 2005 | エイミー・アダムス in ナイト・ビフォア・ウェディング Standing Still | サイモン               |                              |
| 2006 | クライヴ・バーカー ヘルゾンビ The Plague                            | トム・ラッセル         |                              |
| 2007 | クラーケン Eye of the Beast                                         | ダン・リーランド       | テレビ映画                   |
| 2009 | ミッシング 〜50年前の記憶〜 Stolen Lived                            | Diploma / Rogianni     |                              |
| 2009 | エンド・オブ・トゥモロー The Storm                                  | ジョナサン・カーク博士 | テレビ映画                   |
| 2010 | ザ☆ビッグバン!! The Big Bang                                        | アダム・ノヴァ         |                              |
| 2013 | とらわれて夏 Labor Day                                              | トレッドウェル巡査     |                              |
| 2017 | ダウンサイズ Downsizing                                             | 麻酔科標榜医           |                              |
| 2019 | Jay and Silent Bob Reboot                                           | 本人役                 |                              |
| 2020 | バッド・ヘアー Bad Hair                                             | グラント・マディソン   |                              |

### テレビシリーズ
| 年        | 邦題 原題                                                  | 役名                             | 備考                               |
| --------- | ---------------------------------------------------------- | -------------------------------- | ---------------------------------- |
| 1998-2003 | ドーソンズ・クリーク Dawson's Creek                        | ドーソン・リアリー               | 計128話出演                        |
| 2007      | クリミナル・マインド FBI行動分析課 Criminal Minds          | Tobias Hankel / Raphael          | 計2話出演                          |
| 2007      | アグリー・ベティ Ugly Betty                                | Luke Carnes                      | 第2シーズン第4話「女は強し」       |
| 2008-2009 | One Tree Hill                                              | Reese Dixon                      | 計4話出演                          |
| 2008-2013 | ママと恋に落ちるまで How I Met Your Mother                 | サイモン                         | 計3話出演                          |
| 2009      | ミディアム 霊能者アリソン・デュボア Medium                 | ディラン・ホイト                 | 第5シーズン第9話「仮面の下」       |
| 2010      | マーシー・ホスピタル Mercy                                 | ジョー                           | 計10話出演                         |
| 2011      | LAW & ORDER:犯罪心理捜査班 Law & Order: Criminal Intent    | レックス                         | 第10シーズン第8話「運命の恋人」    |
| 2012      | LAW & ORDER:性犯罪特捜班 Law & Order: Special Victims Unit | ショーン                         | 第13シーズン第13話「忌まわしき血」 |
| 2012-2013 | 23号室の小悪魔 Don't Trust the B---- in Apartment 23       | ジェームズ・ヴァン・ダー・ビーク | 計26話出演                         |
| 2015-2016 | CSI:サイバー CSI: Cyber                                    | イライジャ・ムンド               | メイン                             |
| 2018      | POSE/ポーズ Pose                                           | マット・ブロムリー               | メイン                             |